# Muhammad Ahmad Mahgoub
Muhammad Ahmad Mahgoub (en árabe: محمد أحمد المحجوب; 17 de mayo de 1908-23 de junio de 1976) fue un escritor y político sudanés, quién fue Ministro de Asuntos Exteriores, y posteriormenteprimer ministro de Sudán. También fue un importante escritor, quién ha publicado varios volúmenes de poesía en lengua árabe.
Nació en la ciudad de Aldewen en 1908, pero a la edad de 7 años, se mudó con su familia hacia Jartum. Mahgoub se graduó en la escuela de ingeniería en 1929, y en 1938  obtuvo su Bachelor of Law en leyes en la Gordon Memorial College. Ingresó a la política, al ser nombrado parlamentario en 1946. Posteriormente fue Ministro de Asuntos Exteriores entre 1956 y 1958, y nuevamente entre 1964 y 1965. Fue elegido Primer ministro en 1965, pero posteriormente se vio forzado a dimitir, siendo sucedido por Sadiq al-Mahdi. Tras la caída de este, asume nuevamente el cargo de Primer ministro en 1967 y mantuvo su cargo, hasta su derrocamiento en 1969.